# Sarmatia albolineata
Sarmatia albolineata là một loài bướm đêm trong họ Erebidae.